# Bakonyoszlop
Bakonyoszlop (németül: Oßlipp) község Veszprém vármegyében, a Zirci járásban.

## Fekvése
A hegyektől övezett település az Északi-Bakonyban, a Dudari-patak völgyében fekszik Zirctől mintegy 10 kilométerre északra.
A közvetlenül határos települések: északkelet felől Csatka, kelet felől Súr, dél felől Dudar, délnyugat felől Nagyesztergár, nyugat felől Csesznek, északnyugat felől pedig Bakonyszentkirály. Csak nagyon kevés híja van annak, hogy nem határos délkelet felől még Cseténnyel is.

### Megközelítése
Főutcája a 8219-es út, amely Dudar keleti szélén ágazik ki a Zircet Mórral összekötő 8216-os útból, annak 9. kilométere után, és Bakonyszentkirályig vezet, ahol a 82-es főútba torkollva ér véget, kevéssel annak a 35. kilométere előtt.
Vasútvonal nem érinti.

## Története
Első írásos említése 1392-ből ismert (Ozhlop névalakban), ekkor Csesznek várához tartozott. A név az 'oszlop' szó helynévi alkalmazása, de személynévi eredetű is lehet: egy középkori adat szerint 1250-ben egy férfit Szelemennek (gerenda) hívtak, fiát pedig Oszlopnak.  A település 1913-ig viselte az Oszlop nevet.
A 15. század végén Szapolyai István birtokolta. A török hódoltság idején elnéptelenedett, bár egyes részeit 1543-ban még lakták. Ezután majdnem két évszázadon át puszta, prédium volt. Cseszneket 1655-ben az Esterházyak szerezték meg. Az adománylevélben felsorolták Oszlop-pusztát is.
A falu helyét és határát hosszú lakatlansága idején benőtte az erdő. Az 1714-ben érkezett új telepesek hamarosan továbbálltak, és 1719-ben katolikus vallású német ajkúak (sziléziaiak, osztrákok stb.) telepedtek le. Az erdő egy részét kiirtották, s ezzel két nyomásra való szántót szereztek. Az első szőlőt az 1770-es években telepítették, de gyümölcsöseik már korábban is voltak. A lakosság egy része szénégetéssel és szerszámkészítéssel foglalkozott, amelyhez bőséges faanyagot nyújtottak az erdők. Fakészítményeiket a győri, veszprémi, pápai és komáromi vásárokon értékesítették.
A falu telepesei szabadmenetelű jobbágyok voltak, akiknek 1747-ben egyetlen terhük a robot volt, jogszolgáltató hatóságuk az Esterházy család cseszneki úriszéke. Római katolikus anyaegyháza 1746-ban létesült. Templomát ugyanekkor kezdték építeni. Iskolájában 1771-ben olvasást és írást oktatott a rektor. 1935-ben Esterházy Györgynek 903, két középbirtokosnak pedig 360 kataszteri hold földje volt a község határában.
A falunak 1785-ben 627, 1910-ben 1032, 1941-ben 1056, 1949-ben 953, 1968-ban pedig 876 lakosa volt. A 20. század elején – elsősorban az Esterházyak betelepítéseinek köszönhetően – növekedett a lélekszám, de a két világháború között a kedvezőtlen gazdasági viszonyok miatt sokan kivándoroltak Amerikába. A második világháború után a németek kitelepítése (1945–47) és az elvándorlás csökkentette a lakosok számát.
A lakosság nagyobb része 1968-ban a Jó Barátság Termelőszövetkezetben dolgozott, de a fiatalok inkább a dudari szénbányában, valamint a győri és veszprémi ipari üzemekben kerestek munkát. 1910-ben még csak 28-an dolgoztak bányában, 1960-ban azonban már 116-an. Napjainkban közel kétszázan kelnek naponta útra a faluból. Az 1945 előtti években gyalog jártak a 6 kilométerre lévő dudari szénbányába, napjainkban bányászautóbuszok szállítják őket.
1951-ben villamosították a községet, megindultak az autóbuszjáratok, bekötőút épült Bakonyoszlop és Dudar között. A volt Esterházy-kastélyban 1946 óta állami gondozott gyerekek élnek és tanulnak. A község feletti részen épült fel a megyei KISZ-bizottság vezetőképző tábora, ahol ma szakképző iskola működik.
A községnek van klubkönyvtára, vegyesboltja és vendéglője is.
1964-ben nyolcholdas kultúrparkot létesítettek a településen. A létesítés 450 000 forintos költségéhez a lakosok mintegy 120 ezer forint értékű társadalmi munkával járultak hozzá. A parkot 1983-84-ben felújították. A parkban füves kispálya, körülötte vörös salakos atlétikai pálya: külön-külön magasugró és távolugró hely, gyermekjátszótér, tekepálya, teniszpálya és büfé is van. A területen sok platán-, fenyő- és gesztenyefa díszlik. Minden társadalmi ünnepséget itt rendeznek. A park mellett folydogál a Dudar-patak. A kultúrközpont jelenlegi épületének átalakításával és bővítésével önkormányzat, orvosi rendelő és könyvtár kap helyet benne.

## Közélete

### Polgármesterei
- 1990–1994: Czingiszer Ottó (független)[3]
- 1994–1998: Czingiszer Ottó (független)[4]
- 1998–2002: Ifj. Wolf Ferenc (független)[5]
- 2002–2006: Ifj. Wolf Ferenc (független)[6]
- 2006–2010: Ifj. Wolf Ferenc (független)[7]
- 2010–2014: Ifj. Wolf Ferenc (független)[8]
- 2014–2019: Wolf Ferenc (független)[9]
- 2019–2024: Wolf Ferenc (független)[10]
- 2024– : Wolf Ferenc (független)[1]

## Népesség
A település népességének változása:
| Lakosok száma | 441  | 430  | 420  | 444  | 445  | 432  | 439  |
|               | 2013 | 2014 | 2015 | 2021 | 2022 | 2023 | 2024 |

A 2011-es népszámlálás idején a lakosok 85,8%-a magyarnak, 12,6% németnek, 0,2% cigánynak, 0,2% románnak mondta magát (13,7% nem nyilatkozott; a kettős identitások miatt a végösszeg nagyobb lehet 100%-nál). A vallási megoszlás a következő volt: római katolikus 65,4%, református 5,9%, evangélikus 1,4%, izraelita 0,2%, felekezeten kívüli 8,2% (18,3% nem nyilatkozott).
2022-ben a lakosság 82,7%-a vallotta magát magyarnak, 7% németnek, 1,3% egyéb, nem hazai nemzetiségűnek (17,3% nem nyilatkozott; a kettős identitások miatt a végösszeg nagyobb lehet 100%-nál). Vallásuk szerint 37,8% volt római katolikus, 3,8% református, 1,1% evangélikus, 0,7% görög katolikus, 1,1% egyéb keresztény, 0,9% egyéb katolikus, 8,5% felekezeten kívüli (46,1% nem válaszolt).

## Nevezetességei
- Esterházy-kastély: barokk stílusú, 18. század közepe, ma a Veszprém Megyei Gyermekvédelmi Központ, általános Iskola, szakiskola, készségfejlesztő Iskola és a Területi Gyermekvédelmi Szakszolgálat nevelőotthona működik benne.[13]
- Római katolikus templom: 1746-ból
- Környékbeli kirándulóhelyek: Ördög-árok, Gizella-barlang
- A község határában működött az ország utolsó mélyművelésű bányája; ezt 2022 júliusában végleg bezárták.

## Ismert személyek
- 1852. március 7-én született a községben André Gyula (1852–1902) ügyvéd, a zirci választókerület országgyűlési képviselője, Veszprém vármegye törvényhatósági bizottsági tagja, a zirci apátság és több uradalom jogtanácsosa, illetve a Zircvidéki Takarékszövetkezet elnöke.[14]
- 1864. március 24-én itt anyakönyvezték Simonyi-Semadam Sándor későbbi miniszterelnök születését (ő ugyan a közeli Cseszneken látta meg a napvilágot, de szülőfalujában abban az időben még nem volt önálló anyakönyvi hivatal).[15]
- 1926. május 19-én itt született Békefi Antal neves népzenekutató.

## Képgaléria

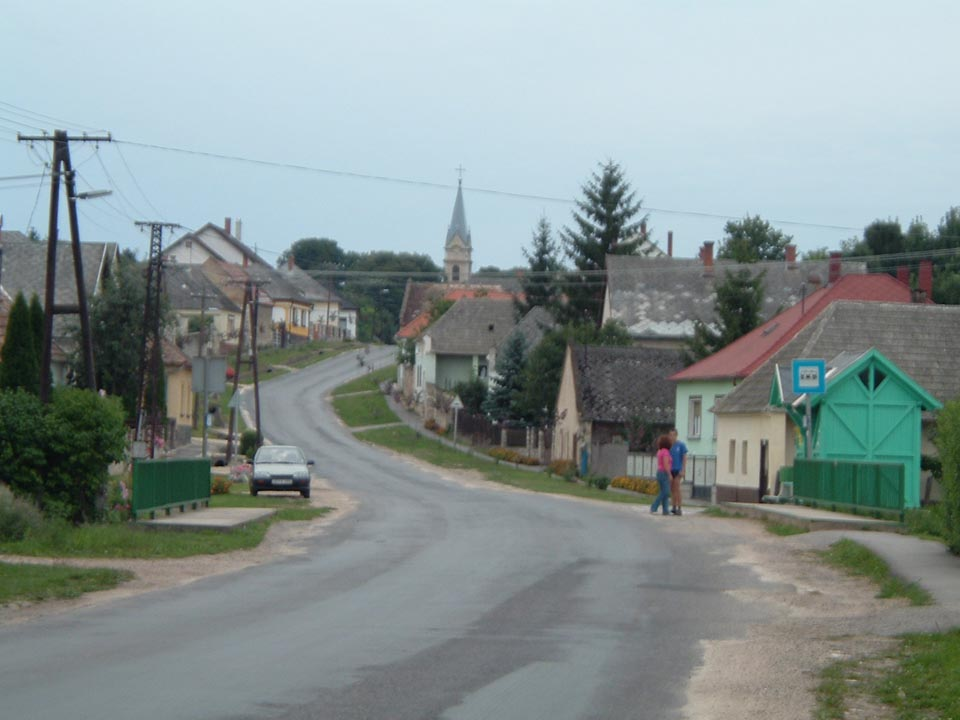
Bakonyoszlop
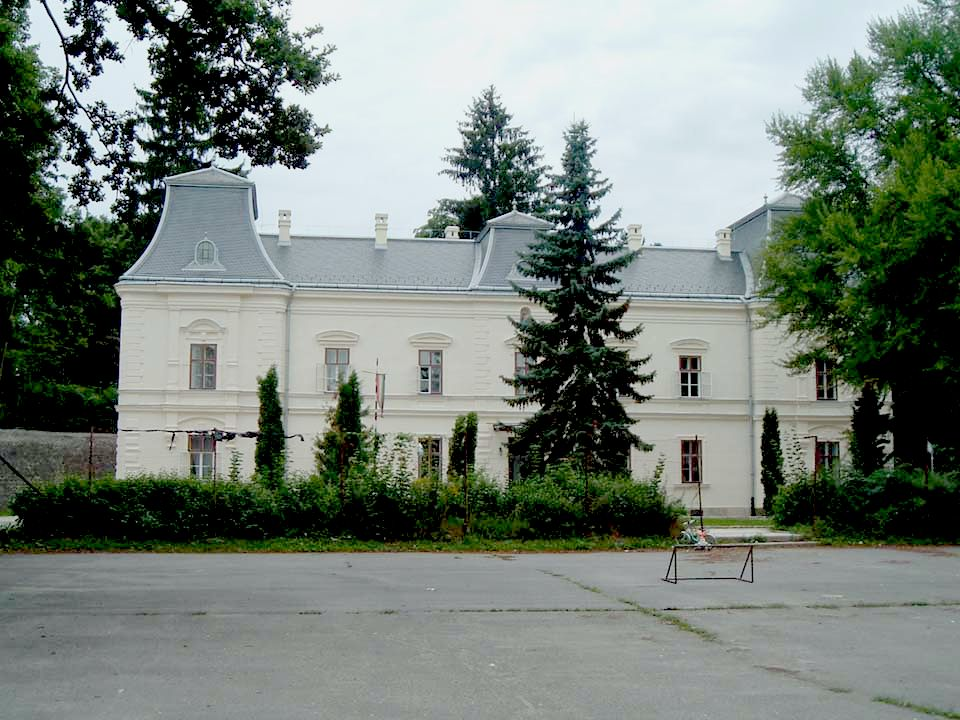
Esterházy-kastély
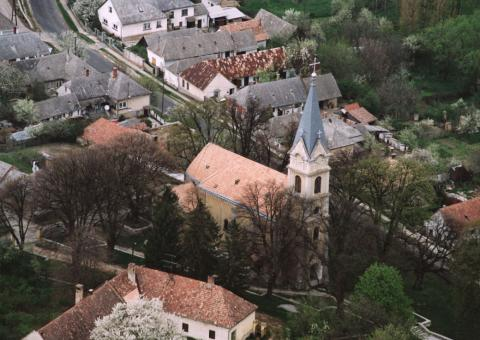
Bakonyoszlop légifotója
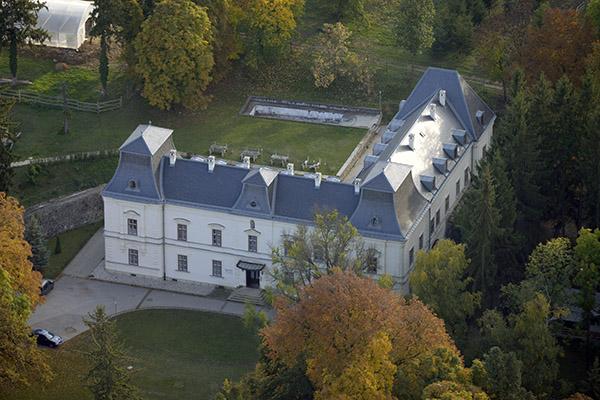
Légi fotó, Esterházy-kastély 1.
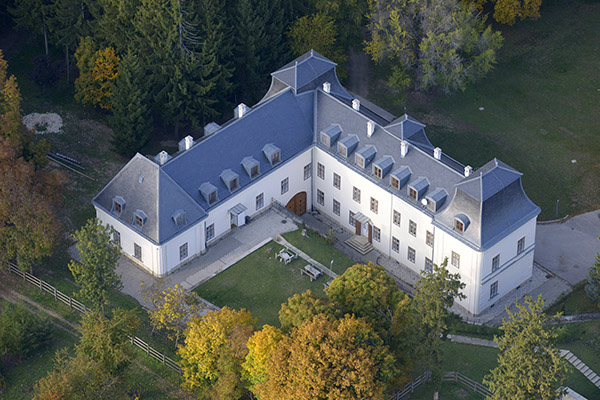
Légi fotó, Esterházy-kastély 2.